# Andrea Figallo

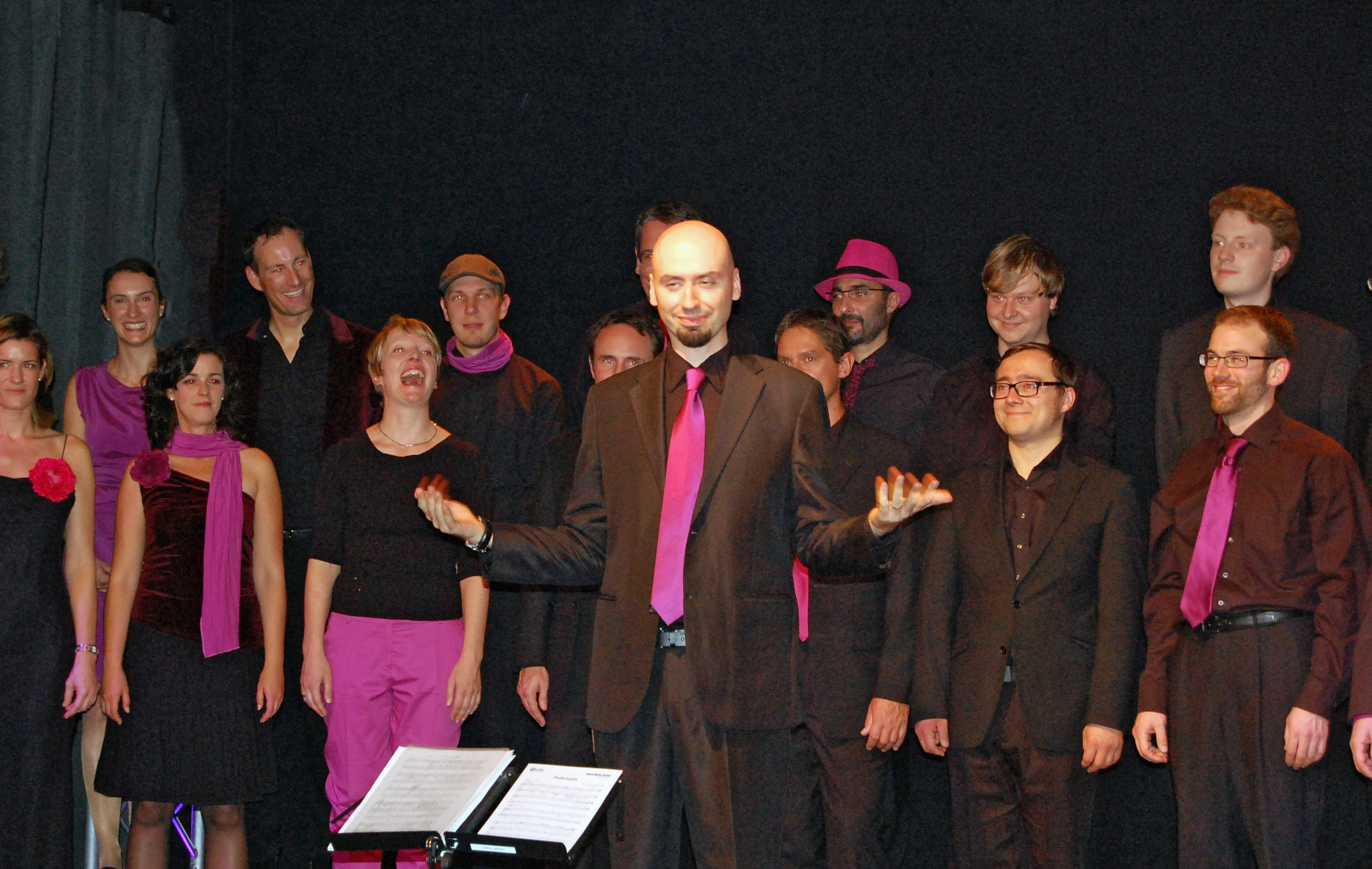
Andrea Figallo 2012 mit dem Don Camillo Chor.

Andrea Figallo (* 11. Februar 1972 in Gorizia) ist ein italienischer Sänger und Produzent. Er ist als A-cappella-Sänger und Chorleiter tätig und hält in dieser Funktion auch Workshops für viele musikalische Themen ab. Zwischen 2013 und April 2016 sang er die Bassstimme in der deutschen A-cappella-Gruppe Wise Guys.

## Leben
Im Alter von 5 Jahren begann Andrea Figallo mit dem Klavierspiel. Er studierte Musik und Schauspiel an der Universität Bologna. 2001 schloss er sich den Flying Pickets an. Bis Ende 2012 war er dort Mitglied.
Figallo hat außerdem das Studio-Ensemble The Ghost Files gegründet, das er gemeinsam mit Erik Bosio, Letizia Poltini und John Kjøller betreibt. Von Juni 2012 bis 2013 war er der Leiter des Don Camillo Chores in München.
Am 31. Oktober 2012 wurde Figallo als Nachfolger von Ferenc Husta als Bass bei der Kölner A-cappella-Band Wise Guys vorgestellt. Figallo zog für seine neue Tätigkeit von Italien nach Köln.
Aufgrund seines zeitaufwendigen Engagements bei den Wise Guys gab er die Leitung des Don Camillo Chores  an Matthias Seitz ab. Er blieb dem Don Camillo-Chor jedoch weiterhin als Coach erhalten.
Im April 2016 beendete er sein Engagement bei den Wise Guys.
Seit 2020 ist Figallo Chorleiter des Bonner Jazzchors.
Seit 2023 ist Figallo Chorleiter des Ersten Kölner Barbershop Chors.
Seit 2023 ist Figallo Chorleiter von RTL Unplugged.

## Diskographie
- 1996: Jazz’n Jam, Uno, Sänger
- 1998: Jazz’n Jam, Libera La Fantasia, Produzent, Sänger
- 2001: Flying Pickets, Live In Hamburg, Produzent, Sänger
- 2002: Flying Pickets, Vocal Zone EP, Sänger
- 2004: Flying Pickets, Everyday, Produzent, Aufnahmeleiter, Sänger
- 2008: The Ghost Files, New Folder, Produzent, Komponist, Aufnahmeleiter, Sänger
- 2008: Flying Pickets, Big Mouth, Produzent, Sänger, Aufnahmeleiter
- 2009: Esmeralda Grao, Sottovoce, Produzent, Aufnahmeleiter, Sänger
- 2010: Bobby McFerrin, VOCAbuLarieS, Sänger (3 Grammy-Nominierungen)
- 2010: Flying Pickets, Only Yule, Produzent, Komponist, Sänger
- 2013: Wise Guys feat. A. Hürth, Mein Herz macht Bumm!, Sänger
- 2013: Bonner Jazzchor, „Bottle This Moment“, Produzent
- 2013: Comedaccordo, „Comedaccordo“, Produzent, Aufnahmeleiter
- 2013: Wise Guys, Antidepressivum, Produzent, Aufnahmeleiter, Sänger
- 2014: Wise Guys, Achterbahn, Produzent, Aufnahmeleiter, Sänger (Echo nominiert)
- 2014: Wise Guys, Gaunerkarriere, Produzent, Aufnahmeleiter, Sänger
- 2015: Wise Guys, Läuft bei euch, Produzent, Komponist, Aufnahmeleiter, Sänger
- 2016: Wise Guys, Live in Wien, Produzent, Sänger
- 2017: Upsweep, Home, Produzent, Arrangeur, Toningenieur
- 2023: Bonner Jazzchor, Der Stimmer Zauber: Eine Storm-Trilogie, Chorleiter, Produzent